# Régime Okinawa
Le régime Okinawa est un mode de vie et une pratique alimentaire inspiré de la cuisine d'Okinawa, une île au large du Japon, remarquable notamment par sa forte proportion de centenaires.
On y retrouve notamment le principe du hara hachi bu (腹八分) ou hara hachi bun me (腹八分目) : à la fin de chaque repas, l'estomac n'est rassasié qu'à 80 %.
La consommation des feuilles d’Alpinia zerumbet, appelée localement gettō (月桃) et à laquelle les habitants attribuent des propriétés médicinales, possiblement grâce à la présence de resvératrol, un antioxydant, aurait un effet sur la longévité,.